# Álvaro Martínez Costa
Álvaro Martínez Costa (Barcelona, 1932) és un arquitecte català.
Va estudiar a l'Escola Tècnica Superior d'Arquitectura de Barcelona. Alterna l'exercici de l'arquitectura amb el disseny industrial. Ha col·laborat amb dissenyadors com André Ricard, Ferran Freixa o Esteve Agulló. Ha estat professor de l'Escola Elisava i del departament de disseny de la Facultat de Belles Arts de la Universitat de Barcelona. Ha realitzat dissenys per a sectors com els de parament de la llar, accessoris de bany, perfumeria, etc. Entre els seus dissenys podem destacar la maquineta d'afaitar (1968) que va dissenyar en col·laboració amb Esteve Agulló o el cendrer desmuntable Acomita.